# Gieorgij Gapon
Gieorgij Apołłonowicz Gapon (ros. Гео́ргий Аполло́нович Гапо́н, ur. 24 stycznia?/5 lutego 1870 w Bielikach, zm. 15 marca?/28 marca 1906 w Ozierkach) – rosyjski duchowny prawosławny pochodzenia ukraińskiego, działacz robotniczy i współpracownik Ochrany, twórca Stowarzyszenia Rosyjskich Robotników Fabrycznych Miasta Petersburga. Prowadził manifestację robotników petersburskich z petycją do cara Mikołaja II, której ostrzelanie przez wojsko (krwawa niedziela) było jednym z wydarzeń rozpoczynających rewolucję 1905 roku. 

## Życiorys

### Pochodzenie i edukacja
Gieorgij Gapon pochodził z guberni połtawskiej. Z pochodzenia był Ukraińcem, stąd jego nazwisko bywa zapisywane w wariancie Hapon. Jego ojciec, Apołłon Gapon, był zamożnym chłopem, pełnił ponadto funkcję gromadzkiego pisarza. Znaczący wpływ na przyszłego duchownego wywarły babka i matka, obie bardzo pobożne. Po ukończeniu niższych szkół podjął naukę w seminarium duchownym w Połtawie. Początkowo był wzorowym słuchaczem i pobierał stypendium za bardzo dobre wyniki w nauce. Widok hipokryzji duchownych i skupiania się przez nich wyłącznie na rytuałach zniechęcił go jednak. Wielkie wrażenie zrobiły na nim pisma Lwa Tołstoja, którego poglądy Gapon zaczął szerzyć wśród innych seminarzystów. Kiedy prefekt seminarium dowiedział się o jego zachowaniu, Gapon zrzekł się otrzymywanego stypendium i zaczął dorabiać jako prywatny korepetytor. Odwiedzanie w ten sposób rodzin z różnych środowisk utwierdziło go w przekonaniu o nędzy i ucisku ludu rosyjskiego, wiele przebywał w kręgach włóczęgów i biedoty. Po ukończeniu seminarium miał zamiar podjąć studia medyczne, do czego ostatecznie nie doszło, gdyż otrzymana w seminarium niska ocena z zachowania uniemożliwiła mu wstąpienie na uniwersytet. Utrzymywał się z pracy korepetytora oraz statystyka w ziemstwie.
Ożenił się z córką kupca z Połtawy, pobożną kobietą, która tak jak on pragnęła działać na rzecz najuboższych. Ona też przekonała go, by przyjął święcenia kapłańskie. Z małżeństwa tego urodziło się dwoje dzieci. Przy drugim porodzie (według innego źródła - wskutek choroby) żona duchownego zmarła, co skłoniło go do porzucenia dotychczasowego środowiska i wyjazdu do Petersburga w celu uzyskania wyższego wykształcenia teologicznego. Zdał egzamin wstępny do Petersburskiej Akademii Duchownej, jednak z powodu złego stanu zdrowia musiał przerwać studia i udać się na leczenie na Krym. Zwiedzając monastery eparchii symferopolskiej i krymskiej doszedł do wniosku, że są one „rozsadnikami występków i przesądów”.

### Działalność duszpasterska w Petersburgu

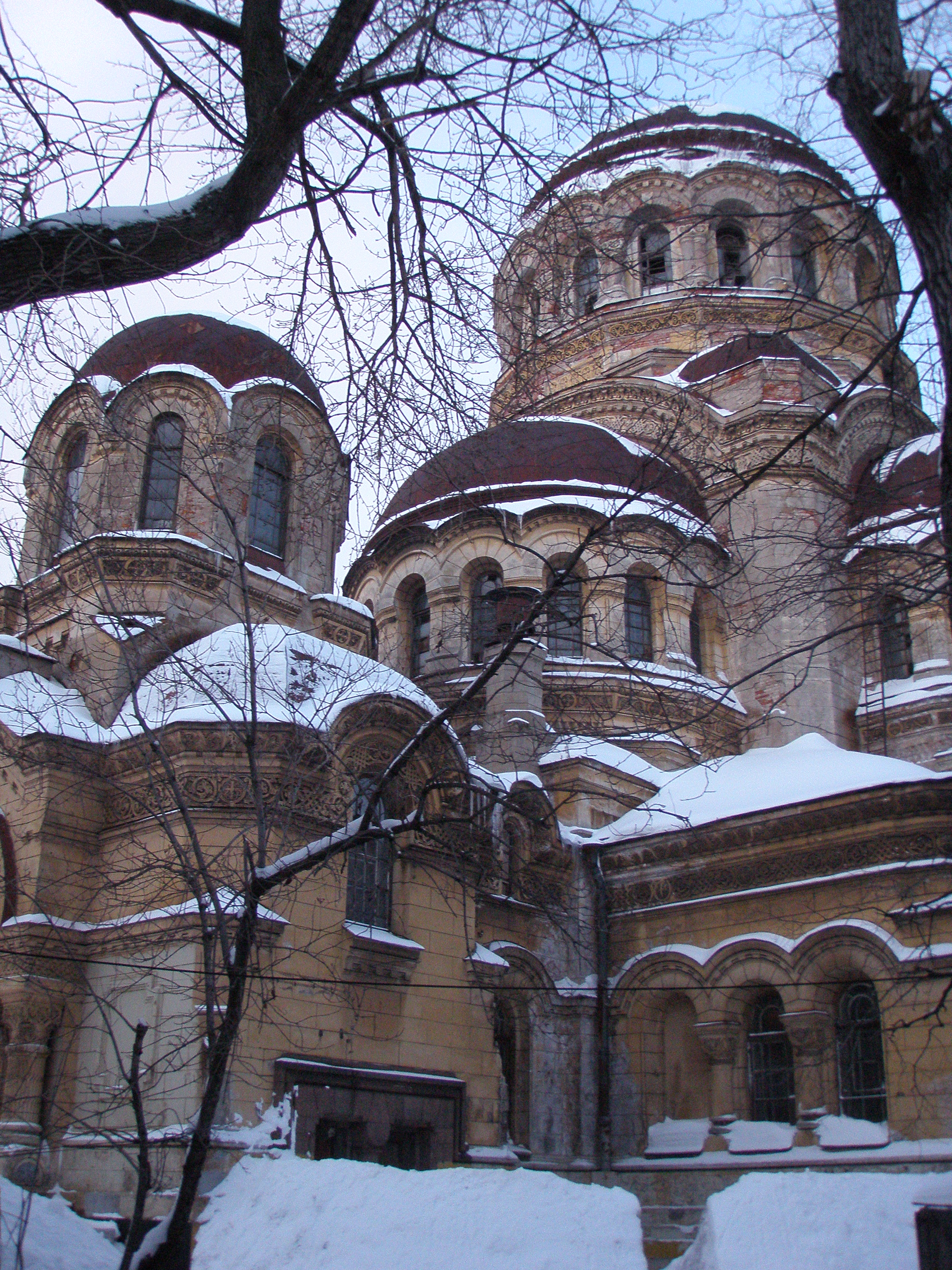
Cerkiew Ikony Matki Bożej „Miłująca” w Petersburgu

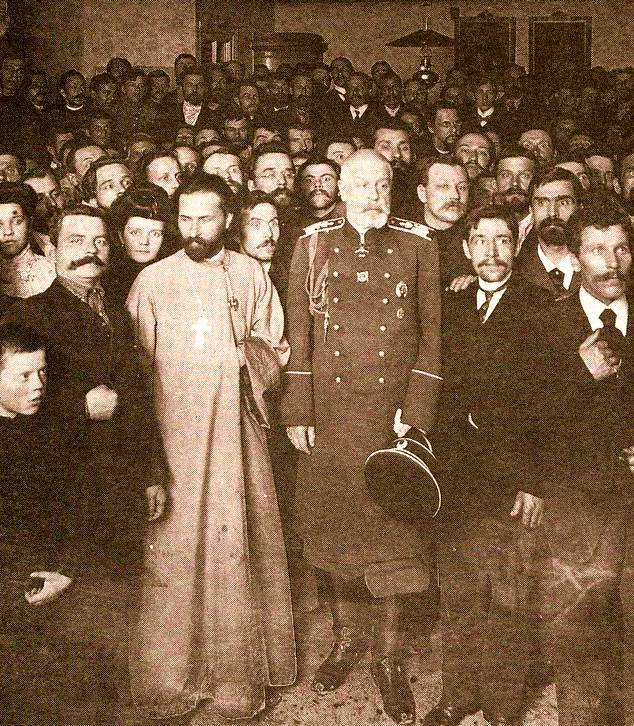
Gieorgij Gapon i gradonaczalnik Petersburga Iwan Fullon wśród członków Stowarzyszenia, 1904

Po powrocie do Petersburga Gapon nie wznowił studiów, lecz został proboszczem parafii przy cerkwi Ikony Matki Bożej „Miłującej” w dzielnicy robotniczej na Wyspie Wasylewskiej. W czasie pobytu w stolicy Gapon wielokrotnie odwiedzał fabryki i rozmawiał z robotnikami, a także z bezdomnymi i bezrobotnymi. Jego charyzma i atrakcyjność głoszonych kazań sprawiła, że zyskał znaczną popularność. Poruszony losem robotników, duchowny zredagował memoriał wzywający do budowy hoteli robotniczych i organizowania we wsiach kolonii dla bezrobotnych, po czym przekazał go gradonaczalnikowi (burmistrzowi) Klejgelsowi. Chociaż jego inicjatywa nie spotkała się z żadnym odzewem, wzrosła jego popularność. Gapon zaczął być zapraszany do eleganckich salonów Petersburga. Jego działalnością na rzecz robotników zainteresowała się cesarzowa Aleksandra Fiodorowna. Przekonało to Gapona, że car Mikołaj II jest skłonny poprawić położenie rosyjskich robotników.
Przed 1903 r. duchowny został przeniesiony ze stanowiska proboszcza do Schroniska Błękitnego Krzyża (jako kapelan), zaś jesienią tego roku podjął pracę duszpasterską jako kapelan więzienia etapowego w Petersburgu. Był też katechetą w przytułku św. Olgi. W tym samym roku ukończył wznowione wcześniej studia w Petersburskiej Akademii Duchownej, uzyskując tytuł kandydata nauk teologicznych. W 1902 r. związał się z Aleksandrą Uzdalewą, znacznie młodszą od siebie wychowanką przytułku, w którym wcześniej pracował. Nie zawarli związku małżeńskiego, gdyż Gapon jako kapłan-wdowiec nie miał prawa żenić się powtórnie.

#### Kontakty z Ochraną
Na przełomie lat 1902 i 1903 Gieorgij Gapon pierwszy raz skontaktował się z Siergiejem Zubatowem, twórcą kontrolowanych przez policję organizacji robotniczych (socjalizm policyjny) mających powstrzymać szerzenie się wśród robotników idei rewolucyjnych. Jak wspominał Zubatow, po jego przyjeździe do Petersburga do pracy w Departamencie Policji w II poł. 1902, rząd nie poparł jego projektu powołania do życia nowych organizacji robotniczych, lecz nalegał na nawiązanie przezeń kontaktu z Gaponem. Wkrótce doszło do pierwszego spotkania między nimi, w czasie którego Zubatow skonstatował, że Gapon cieszy się autentycznym poparciem i sympatią robotników, nie posiada natomiast żadnej wiedzy politycznej, nie znając nawet kierunków rozwoju współczesnego mu ruchu robotniczego. Zubatow polecił wówczas swoim podwładnym podjęcie "politycznej edukacji" duchownego. Zorientował się również, że działalność kapłana popierana jest przez wysoko postawione w Petersburgu kobiety oraz przez wyższą hierarchię Rosyjskiego Kościoła Prawosławnego.
Na początku roku 1903 Gapon zgodził się pobierać z funduszy Ochrany zasiłek w wysokości 100 rubli miesięcznie (z czego część przekazywał ubogim), chociaż według własnych wspomnień dopiero w maju tego samego roku ostatecznie wyraził zgodę na podjęcie stałej współpracy z Zubatowem. Nie brał jednak aktywnego udziału w działaniach powstających pod egidą Ochrany organizacji robotniczych, twierdząc, że są one niewystarczające. W swojej autobiografii podkreślał, że motywacją dla podjęcia współpracy z policją była dla niego właśnie chęć skłonienia robotników do stworzenia prawdziwie aktywnego stowarzyszenia.
W sierpniu 1903 Zubatow został pozbawiony pełnionych wcześniej stanowisk. Policja petersburska musiała wówczas zdecydować, czy będzie kontynuowany jego program, czy też koncepcja tworzenia kontrolowanego ruchu pracowniczego powinna zostać zarzucona. Ostatecznie zdecydowano o umożliwieniu Gaponowi kontynuowania prac nad budową prorządowej organizacji robotniczej. W ten sposób, w ramach szerzej zakrojonych działań policyjnych, 11 kwietnia 1904 powstało Stowarzyszenie Rosyjskich Robotników Fabrycznych Miasta Petersburga. Poprzez tworzenie tanich lokali gastronomicznych, organizowanie pogadanek o charakterze umoralniającym oraz bezpośrednie wsparcie materialne dla najuboższych robotników policja rosyjska miała nadzieję utrwalić wśród robotników poparcie dla caratu. Przywódcą stowarzyszenia przez cały jego okres istnienia pozostawał Gapon. Próbował on również organizować nowe komórki organizacji w Moskwie, dokąd udał się w czerwcu 1904. Nie skontaktował się z miejscowymi władzami, lecz bezpośrednio spotykał się z robotnikami, przekonując ich do powołania oddziału stowarzyszenia.
Do końca 1904 stowarzyszenie liczyło osiem tysięcy członków i było organizacją silniejszą niż działające w Petersburgu podziemne grupy socjaldemokratyczne. Charakter organizacji wykroczył poza oczekiwania rosyjskiej policji, gdyż jej liderzy szczerze zaangażowali się w obronę praw robotników. Początkowo Gapon nie miał przy tym szczegółowego planu rozwoju organizacji. Zdaniem Bazylowa jego projekty z nią związane nie wykraczały poza prezentowane wcześniej plany stworzenia sieci hoteli robotniczych i organizowania pożytecznych form spędzania wolnego czasu przez proletariat. Zarówno ten autor, jak i Abraham Asher zdecydowanie odrzucają pogląd, forsowany przez wczesną radziecką historiografię, jakoby Gapon świadomie zamierzał doprowadzić do masakry robotników, do jakiej ostatecznie doszło w czasie krwawej niedzieli. Również Richard Pipes twierdzi, że W oczach władz Gapon był nie tyle agentem policji, ile "fanatycznym socjalistą" wykorzystującym poparcie policji dla własnych rewolucyjnych celów. W końcu 1904 r., gdy nastroje wśród robotników petersburskich były coraz bardziej napięte, Gapon zaczął przyjmować do organizacji również robotników narodowości innej niż rosyjska (wbrew statutowi organizacji), starał się mobilizować kobiety. Nie zrywając związków z policją, Gapon przekształcał organizację w bojowy związek zawodowy.

### Rewolucja 1905

#### Sprawa zwolnienia pracowników Zakładów Putiłowskich i redakcja petycji

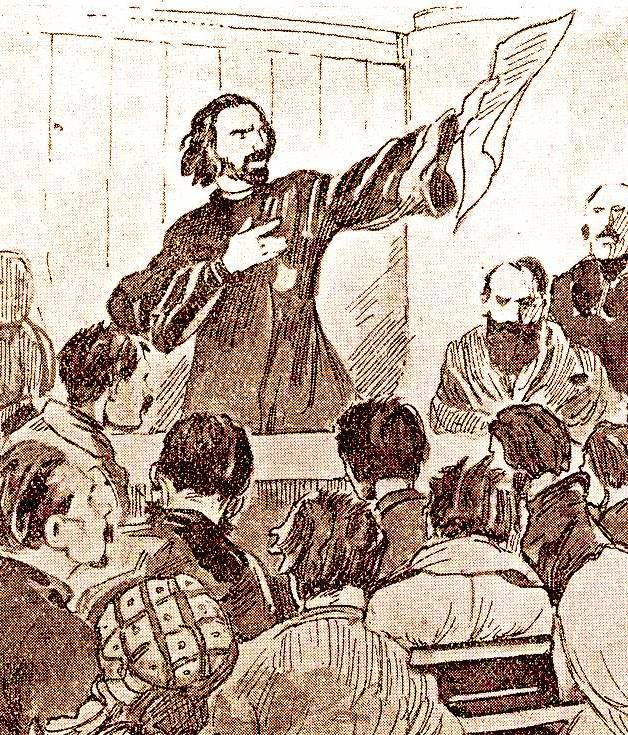
Gieorgij Gapon przedstawia robotnikom projekt petycji do cara, rysunek nieznanego autora

W ostatnich dniach grudnia 1904 czterech robotników Zakładów Putiłowskich, zrzeszonych w organizacji kierowanej przez Gapona, zostało zwolnionych z pracy. 28 grudnia 1904 Gapon na czele delegacji członków stowarzyszenia wstawił się za nimi u dyrektora fabryki, jednak bez skutku. Tego samego dnia na zebraniu delegatów wszystkich dwunastu terytorialnych oddziałów stowarzyszenia robotnicy zażądali nie tylko ponownego przyjęcia do pracy czterech poszkodowanych, ale i usunięcia z posady majstra, którego postawę uznano za przyczynę ich zwolnienia. Postulaty te przesłano gradonaczalnikowi oraz dyrektorowi i inspektorowi fabryki. Sprawa zyskała znaczną popularność i była żywo komentowana w Petersburgu. Od 3 stycznia 1905, wobec braku odpowiedzi na żądania, oddziały organizacji Gapona obradowały codziennie w celu ustalenia dalszej taktyki działania. W ich pracy brali udział działacze socjaldemokratyczni. W tym samym dniu Zakłady Putiłowskie rozpoczęły strajk, do którego w kolejnych dniach dołączyły kolejne fabryki. Na zebraniach organizacji, przy znacznym udziale socjaldemokratów, wypracowany został nowy program, wykraczający poza żądania czysto ekonomiczne. W zebraniach tych uczestniczył także Gapon. Nie chcąc stracić pozycji przywódcy ruchu, zasugerował wystosowanie do cara petycji zawierającej najważniejsze postulaty środowiska robotników fabrycznych. Miała być ona następnie wręczona władcy przez delegację samych pracowników z Gaponem jako ich przedstawicielem. O ile Gapon zasugerował sam fakt opracowania petycji, nie był autorem całości jej treści, ta bowiem powstawała w toku dyskusji na kolejnych zebraniach robotniczych, ulegając stopniowej radykalizacji za sprawą działaczy socjaldemokratycznych.
8 stycznia 1905 Gapon przesłał tekst petycji do ministra spraw wewnętrznych Piotra Światopołka-Mirskiego. Dołączył do niego list, w którym informował o planowanej manifestacji robotniczej, jaka miała towarzyszyć jej wręczeniu, i zapewniał o spokojnym przebiegu przemarszu. Deklarował, że żaden uczestnik manifestacji nie zaatakuje cara, gdy ten pojawi się publicznie, by odebrać petycję z rąk swoich poddanych. Mimo tych deklaracji po otrzymaniu listu Światopełk-Mirski zwołał naradę z przedstawicielami dworu, władz cywilnych i wojskowych, w czasie której apelował o aresztowanie Gapona. Ostatecznie pomysł ten zablokował gradonaczalnik Fullon, wszyscy zebrani zgodzili się natomiast co do ściągnięcia w okolice Pałacu Zimowego dodatkowych sił wojskowych. Sam car wyjechał tego samego dnia do Carskiego Sioła i w planowanym dniu manifestacji nie był w ogóle w Petersburgu.

#### Krwawa niedziela
Gapon osobiście szedł na czele jednej z kolumn pochodu, ubrany w szaty kapłańskie. Pochód robotników śpiewał pobożne pieśni, niósł chorągwie cerkiewne, ikony i portrety cara. Przed Bramą Narwską tłumowi drogę zastąpiło wojsko, jednak manifestacja posuwała się dalej, nawet po oddaniu salwy ostrzegawczej w powietrze. Kolejne salwy oddano ostrą amunicją. Do podobnych incydentów doszło na Wyspie Wasylewskiej, Trakcie Szlisseburskim i Stronie Wyborskiej, którędy maszerowały inne grupy robotników, także zmierzające pod Pałac Zimowy. Zginęło i zostało rannych kilka tysięcy osób.
Gapon, który po pierwszej salwie stracił zupełnie orientację w sytuacji (idący obok niego robotnik Iwan Wasiljew, drugi sygnatariusz petycji, zginął), został uratowany w ogólnym zamieszaniu przez przyjaciół. Wyprowadzili go oni z miejsca strzelaniny, a następnie doprowadzili do mieszkania Maksyma Gorkiego. Według wspomnień Piotra Rutenberga Gapon zakrzyknął wówczas „Nie ma już Boga, nie ma już cara!” i zrzucił z siebie szaty duchowne. O północy tego samego dnia Gapon zredagował utrzymane w radykalnym tonie orędzie do robotników. Pisał w nim, iż manifestacja miała charakter pokojowy, a władze zostały o niej uprzedzone; w związku z rozlewem krwi, jaki mimo to nastąpił, car został, według słów Gapona, przeklęty przez lud i zasłużył, razem ze wszystkimi swoimi ministrami, na śmierć. W kolejnych dniach duchowny wydał również ulotkę-apel do Mikołaja II, żądając abdykacji i obarczając go odpowiedzialnością za ofiary krwawej niedzieli. Inny list skierował do partii socjalistycznych, apelując o zjednoczenie sił przeciwko caratowi, w tym organizację powstania i akcji terrorystycznych.

### Emigracja

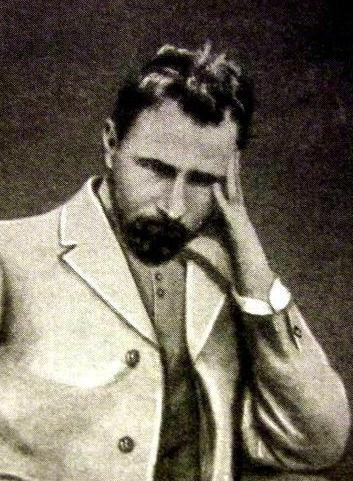
Gapon w świeckim stroju, zdjęcie wykonane po krwawej niedzieli

Z pomocą działaczy socjaldemokratycznych Gapon opuścił Rosję i udał się do Genewy, gdzie spotkał się m.in. z Włodzimierzem Leninem i Gieorgijem Plechanowem. Oficjalnie przyłączył się do partii eserowców, podczas gdy socjaldemokraci traktowali jego osobę sceptycznie lub niechętnie, oskarżając go o świadome sprowokowanie masakry robotników. Nie wziął jednak szczególnie aktywnego udziału w zagranicznej działalności eserowców, brał jedynie udział w jednej akcji przewożenia broni do Finlandii. Według wspomnień Rutenberga Gapon oczekiwał jedynie na odpowiedni moment, by wrócić do Rosji i stanąć na czele ruchu robotniczego. Podróżował do Londynu, gdzie spotkał się z Piotrem Kropotkinem, oraz do Paryża, gdzie rozmawiał z Georges’em Clemenceau i Jeanem Jaurèsem. Bazylow pisze, że nieoczekiwana popularność, szacunek w kołach emigracyjnych i wysokie honoraria, jakie otrzymywał za pisanie dla zachodnioeuropejskich gazet, całkowicie zmieniły postawę Gapona, który przesadnie uwierzył w swoje znaczenie.

### Powrót do Rosji i śmierć

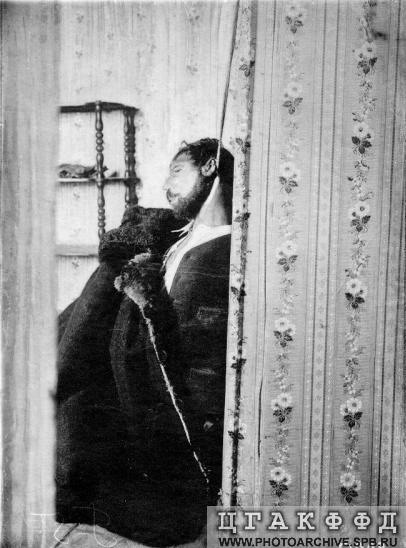
Ciało powieszonego Gapona

Po ogłoszeniu manifestu październikowego policja rosyjska zamknęła śledztwo w sprawie Gapona. Wrócił on do Rosji już na przełomie października i listopada 1905, zaś w grudniu był już w Petersburgu na stałe. Jest możliwe, że jeszcze na emigracji kontaktował się z agentami Ochrany, którzy namawiali go do powrotu i podjęcia szerzej zakrojonej współpracy z policją.
Po powrocie Gapona do Rosji skontaktował się z nim Piotr Raczkowski, wicedyrektor Departamentu Policji, namawiając go do pozyskania jako agenta-prowokatora jego przyjaciela Rutenberga. Duchowny początkowo dawał wymijające wypowiedzi, ostatecznie jednak skuszony możliwymi korzyściami finansowymi postanowił faktycznie wciągnąć Rutenberga do działalności na rzecz policji. Ostatecznie zaproponował mu wydanie siłom porządkowym całej Organizacji Bojowej eserowców za wysoką gratyfikację. Rutenberg poinformował o wszystkim kierującego Organizacją Jewno Azefa, który zdecydował o likwidacji Gapona. 28 marca 1906 dawny duchowny został zwabiony do wynajętej willi w Ozierkach; Rutenberg zaprosił go do niej, twierdząc, że pragnie uzgodnić z nim ostateczne warunki współpracy z policją. W budynku ukryło się kilku robotników, którzy mogli słyszeć przebieg rozmowy, jednoznacznie demaskującej rolę Gapona. Ostatecznie został on związany i powieszony na terenie willi. Policja dowiedziała się o losie byłego kapłana od Azefa.